# Нуоміці
Галушки з клейкого рису, нуоміці — це один з видів китайського печива. Це одна з найпопулярніших випічок в Гонгконзі. Її також можна знайти в більшості магазинів-пекарень в Чайна-таун за кордоном.
Кульки з клейкого рису ззовні посипають сушеним кокосом. Зовнішній шар готується з тіста з рисового борошна, а внутрішній, зазвичай заповнюють солодкою начинкою. Найпопулярнішими начинками є цукор з кокосовим горіхом і подрібненим арахісом, паста з червоної квасолі й чорні насінини кунжуту.